# 진주교도소
진주교도소는 경상남도 진주시에 위치한 대구지방교정청 산하의 교도소이다.

## 연혁
- 1908년 7월 17일 진주감옥 개청
- 1909년 10월 16일 부산감옥 진주분감으로 변경
- 1915. 2. 신축 이전(진주시 상봉서동)
- 1923. 5. 부산형무소 진주지소로 개칭
- 1946년 3월 28일 진주형무소로 승격 개칭
- 1961년 12월 23일 진주교도소로 개칭
- 1989년 12월 3일 현 위치로 이전

진주교도소는 경상남도 진주시에 위치한 대구지방교정청 산하의 교도소이다.

## 같이 보기
- 대한민국 교정본부